# Lazy River
Lazy River  (in inglese: Fiume pigro) è un brano musicale composto da Hoagy Carmichael e Sidney Arodin nel 1930 e inciso per la prima volta dallo stesso Carmichael e la sua orchestra nel 78 giri Lazy River/Just Forget. Ben presto divenne uno standard jazz.

## Versioni e discografia
- Acker Bilk
- Adam Faith (1963)
- Art Mooney and his orchestra (voce: Cathy Ryan and The Clover Leafs) (1952)
- Benny Goodman and his orchestra (voce: Helen Forrest) (1941)
- Betty Johnson (1950)
- Bing Crosby & Louis Armstrong dal loro album Bing & Satchmo (1960).
- Bob Wills and his Texas Playboys (1947)
- Brenda Lee (1962)
- Casa Loma Orchestra (1938)
- Chet Atkins
- Cliff Richard nel suo album Bold as Brass
- Chris Barber
- Sidney Bechet
- Crystal Gayle (1999)
- Dick Todd
- Eddy Howard
- Gene Vincent (1956)
- Georgie Fame e Annie Ross (1981)
- Glenn Miller and his orchestra
- Hank Thompson (1972)
- Harry Connick Jr. (1988)
- Harry James and his orchestra
- Hoagy Carmichael (1930)
- Hugh and Karl Farr
- Julia Lee
- Kay Starr
- Kenny Ball
- Leon Redbone
- Les Brown and his Band of Renown
- Les Paul Trio
- Louis Armstrong and his orchestra (1931)
- Louis Prima and his New Orleans Gang (1936)
- Megan Mullally
- Merle Travis
- Michael Bublé nel suo album Babalu (2001
- Mills Brothers
- Nat King Cole Trio with vocals by Anita Boyer[2]
- Pat Boone (1958)
- Paul Whiteman and his orchestra (1956)
- Peggy Lee
- Pete Fountain
- Phil Harris and his orchestra (1932)
- Ray Anthony
- Rex Allen (1961)
- Rickie Lee Jones
- Roberta Sherwood (Sepia CD Sepia 1099 - orig rec: 1956)
- Rockapella
- Rosemary Clooney (1956)
- Rusty Draper (1957)
- Sam Butera and The Witnesses
- Sammy Davis Jr. (1963)
- Si Zentner and his orchestra (1961)
- Svend Asmussen
- Tennessee Ernie Ford
- Tex Beneke and his orchestra
- The Ames Brothers
- The Four Lads
- The Gatlin Brothers (1994)
- The Mills Brothers (1952)
- The Platters
- The Three Suns
- Woody Herman and his orchestra (1941)